# Ismaelitas

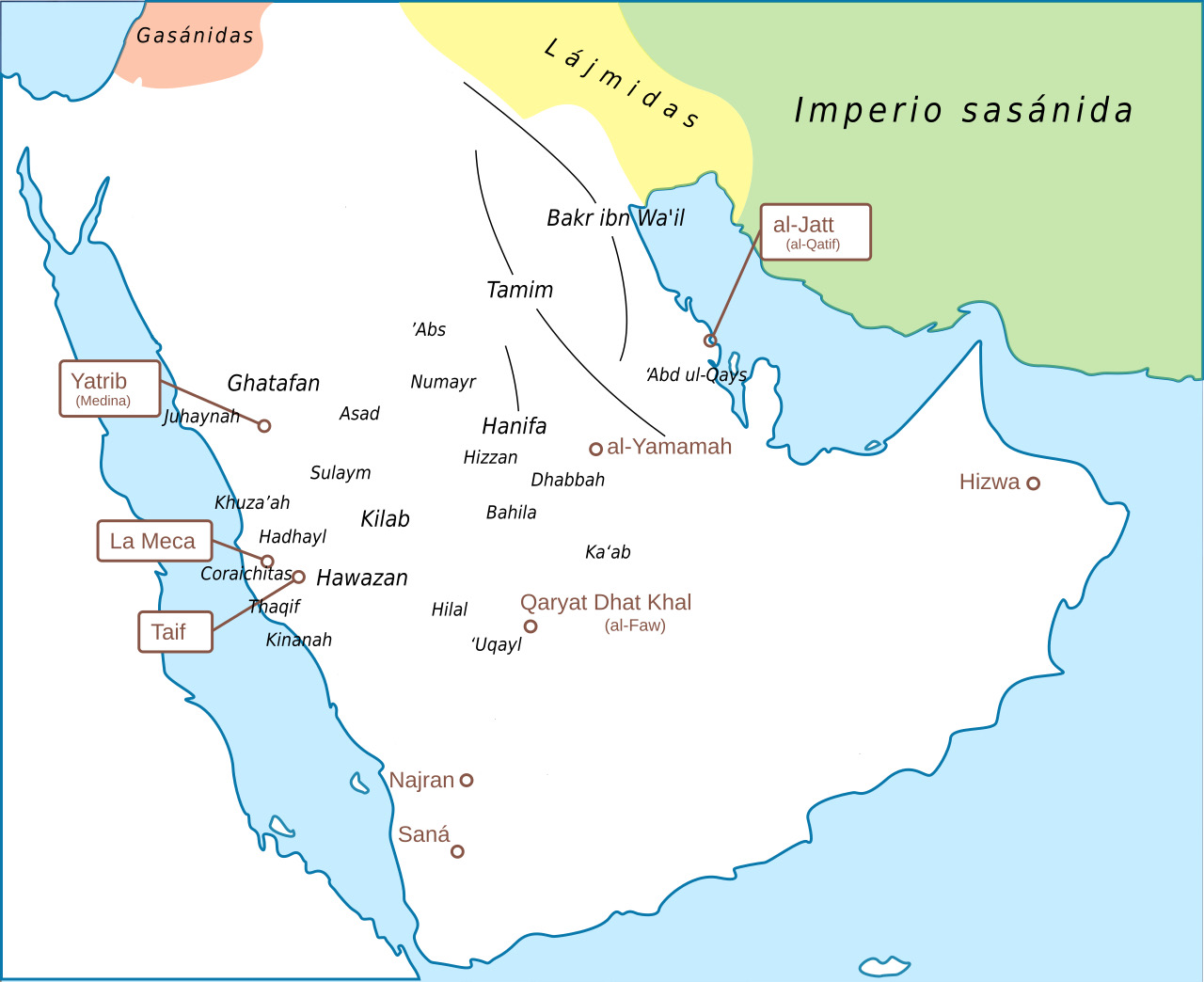
Imagem da Localização dos Ismaelitas.

De acordo com o Livro de Gênesis, Ismaelitas (árabe: Bani ismail, hebraico: Bnai Yishma el) são os descendentes de Ismael, o filho mais velho de Abraão, e os descendentes dos doze filhos, os príncipes de Ismael.
No Alcorão; "Deus deu dons a todos Ismael, Eliseu, Jonas e Lot favor acima das nações". "Com alguns de seus antepassados e seus descendentes, e seus irmãos; e Nós escolheu e guiou-os até à senda reta".

## Origens tradicionais
De acordo com o Livro de Gênesis, a primeira esposa de Abraão se chamava Sara e sua escrava egípcia se chamava Agar. No entanto, Sara não era capaz de conceber um filho. De acordo com Gênesis 16:3 Sara (Sarai) deu sua escrava Agar, como concubina a Abraão, a fim de que Abraão pudesse ter um herdeiro - "Eis que o Senhor me tem impedido de dar à luz; toma, pois, a minha serva; porventura terei filhos dela. E ouviu Abrão a voz de Sarai" (Versão Almeida). Agar deu à luz Ismael, e a partir de Abraão, os ismaelitas descendem dele. Abraão rogou a Deus para Ismael vivesse sob sua benção, quando anuciou que sua esposa Sara (Sarai) conceberia: "E disse Abraão a Deus: Oxalá que viva Ismael diante do teu rosto!" (Gênesis 17:18). Então Deus responde a Abraão: "E quanto a Ismael, também te tenho ouvido; eis aqui o tenho abençoado, e fá-lo-ei frutificar, e fá-lo-ei multiplicar grandissimamente; doze príncipes gerará, e dele farei uma grande nação." (Gênesis 17:20)
O livro samaritano Asaṭīr diz no capítulo VIII: "1. E depois da morte de Abraão, Ismael reinou vinte e sete anos; 2. E todos os filhos de Nabaiote governaram por um ano na vida de Ismael; 3. E durante trinta anos depois de sua morte, desde o rio do Egito até o rio Eufrates; e construíram Meca.; 4. Pois assim é dito (Gênesis 25:16): "Estes são os filhos de Ismael, e estes são os seus nomes pelas suas vilas e pelos seus castelos; doze príncipes segundo as suas famílias."
Flávio Josefo afirma que "nasceram doze filhos de Ismael: Nabaiote, Quedar, Abdeel, Mabsam, Idumas, Masmoas, Massaos, Chodade, Temã, Jetur, Náfeso, Cadmas". Estes habitaram todo o país a partir do Eufrates até o Mar Vermelho, e foi nomeado Nabatene. Targum explica a partir Gênesis 25:16: "E eles (filhos de Ismael) habitaram a partir de Hindiquia (Oceano Índico) para Pelusa (Pelusiunte, que está em frente do Egito) como tu vais para Atur (Assíria)." Kebra Negast diz no capítulo 83: "Muitos países estão enumerados sobre a qual Ismael governou."

## Registros históricos dos Ismaelitas
Inscrições reais assírias e babilônicas e inscrições no norte da Arábia a partir dos séculos IX e VI a.C. menciona o rei de Quedar como rei dos árabes, e o rei dos Ismaelitas. Os nomes dos filhos de Ismael, "Nabat, Quedar, Abdeel, Dumá, Massá, e Temã" foram mencionados em pedaços em registros assírios como tribos dos Ismaelitas. 
O reino de Quedar esteve em pé por muito tempo após o desaparecimento do último nativo de Babilônia, o rei Nabonido, mas o reino Nabateu surgiu a partir do reino quedarita por causa da continuidade geográfica e linguística entre as duas tribos cerca de duzentos e cinqüenta anos mais tarde.
Muitos nomes de tribos árabes da época de Maomé (e agora), como Assade, Madije, e o ancestral tribos de Maomé: Maade, e Nizar foram encontradas na inscrição Namara datada de 325 a.C.
Almacrizi diz que Moisés eliminou quase todos os árabes não Ismaelita como os amalequitas e os midianitas, e no tempo de Maomé todos os árabes eram descendentes de Ismael, de acordo com os historiadores Hixame ibne Alcalbi e Axarqui, que acreditavam que todos os Árabes eram descendentes de Ismael, incluindo os catanitas.

## Tentativas de traçar a ascendência genealógica dos árabes
Genealogistas Árabes medievais dividiram os Árabes em três grupos:
- "Antigos árabes", tribos que desapareceram ou foram destruídos, como Ade e de Tamude, muitas vezes mencionado no Alcorão como exemplos do poder de Deus para destruir aqueles que não acreditam e não seguem seus profetas e mensageiros.
- "Árabes puros" do Sul da Arábia, descendentes de Catã, que era descendente de Ismael. Os catanitas alegam ter emigrado da terra do Iêmen, após a destruição do Ma'rib Barragem (sadd Ma'rib).
- Os "Árabes arabizados" (musta''ribah), do centro e do Norte da Arábia, descendente de Ismael, o filho mais velho de Abraão através de seu descendente Adnan. Como a antiga tribo de Hawazin, ou a moderna tribo de Otaibah.[17][18][19][20]

Abu Jafar Albaquir (676–743) escreveu que seu pai Ali ibne Huceine informou-o de que Maomé no Islã disse: "O primeiro cuja língua falou em limpar a Arábia foi Ismael, quando ele tinha quatorze anos de idade." Hixame ibne Alcalbi (737-819 AD) estabeleceu um vínculo genealógico entre Ismael e Maomé usando escritos de fonte bíblica e de Palmira e as antigas tradições orais dos Árabes. Seu livro, Jamharat al-Nasab ("A Abundância de Parentesco"), parece sugerir que o povo conhecido como 'Árabes' (do seu tempo) eram todos descendentes de Ismael. Ibne Alcatir (1301-1373) escreve que "Todos os Árabes de Hejaz são descendentes de Nebaiote e Quedar." Fontes judaicas identificam também, normalmente, Quedar com os Árabes e Muçulmanos.[d] de Acordo com o autor e estudioso Irfan Shahîd, enquanto estudiosos ocidentais viram este tipo de "genealógica ismaelita" com suspeitas, o conceito pode ser suportado, 
Genealogias ismaelitas era visto com desconfiança, como uma fabricação tardia islâmica de modo a resolver a confusão entre habitantes do norte e do sul da Península Arábica. Mas menos do a extravagância, o conceito é muito mais modesto em sua denotação, e fontes sóbrias só se aplicam a determinados grupos, entre os Árabes pré-Islâmicos. Algumas declarações importantes para este efeito foram feitas por Maomé, quando identificou alguns Árabes Ismaelitas e outros não.
 O Ismaelismo nesta definição mais limitada sustenta que Ismael era tanto uma importante figura religiosa e homônimo ancestral por alguns dos árabes da Arábia ocidental. Um destaque maior na genealogia fica por conta dos dois primeiros de doze filhos de Ismael, Nebaiote (em árabe: نبيت, Nabīt) e Quedar (em árabe: قيدار, Qaydār), que também estão em lugar de destaque no relato do Gênesis. É provável que eles e suas tribos viviam no noroeste da Arábia e foram, historicamente, o mais importante das doze tribos ismaelitas.
De acordo com fontes da literatura grega, acredita-se que a primeira pessoa a falar árabe claramente foi Ismael:
"Ismail, cresceu entre a tribo Jurum, aprendendo a língua árabe pura a partir deles de uma forma antiga do Aramaico. Quando ele cresceu, sucessivamente, se casou com duas senhoras da tribo Jurum, sendo a segunda esposa filha do Mudade ibne Amr, líder da tribo Jurum. Ismael poderia falar apenas egípcio antigo e o hebraico de seus pais antes de seu casamento, vindo a falar um idioma derivado de todas as três línguas que soou melhor do que todos os três e tornou-se o idioma de Deus."
Estudiosos árabes alternativos traçam a ascendência de Maomé até para Ma ad (e de lá para Adão), alguns traçando até Nebaiote, outros até Quedar. Muitos estudiosos muçulmanos veem Isaías 42 (21:13-17) como uma previsão da vinda de um servo de Deus que está associado com Quedar e interpretam isto como uma referência a Maomé.